# Бернхард фон Зайн-Витгенщайн-Берлебург
Бернхард фон Зайн-Витгенщайн-Берлебург (на немски: Bernhard von Sayn-Wittgenstein-Berleburg; * 8 октомври 1622; † 13 декември 1675 в замък Гхоор, Фалкенбург, Лимбург) е граф на Зайн-Витгенщайн-Берлебург, господар на Ноймаген.
Той е най-малкият син на граф Георг II фон Зайн-Витгенщайн-Берлебург (1565 – 1631) и втората му съпруга графиня Мария Анна Юлиана фон Насау-Диленбург (1592 – 1645), дъщеря на граф Георг фон Насау-Зиген-Байлщайн и първата му съпруга графиня Анна Амалия фон Насау-Саарбрюкен.
Брат е на Йохан Филип (1609 – 1636), Йохан (1611; † 15 октомври 1632, убит в битка при Азбах) и Вилхелм (1613 – 1641). Полубрат е на Лудвиг Казимир (1598 – 1643), граф на Зайн-Витгенщайн-Берлебург, Ернст (1599 – 1649), граф на Зайн-Витгенщайн-Хомбург, и Георг III (1605 – 1680), граф на Зайн-Витгенщайн-Берлебург.
Бернхард умира бездетен на 13 декември 1675 г. на 53 години в замъка Гхор, Фалкенбург, Лимбург, Нидерландия.

## Фамилия
Бернхард се жени през август 1647 г. в Зиген за графиня Елизабет Юлиана фон Насау-Зиген (* 1 май 1620 в Зиген; † 13 май 1665 във Везел), дъщеря на граф Йохан VII фон Насау-Зиген (1561 – 1623) и втората му съпруга принцеса Марагрета фон Шлезвиг-Холщайн-Зондербург-Пльон (1583 – 1658). Те нямат деца.
Бернхард се жени втори път сл. 1665 г. за графиня Вилхелмина Юлиана фон Берг с'Хееренберг (* 20 януари 1638 в Цутфен; † 1 октомври 1714), дъщеря на граф Хендрик фон Берг (1573 – 1638) и втората му съпруга Хиеронима Катарина цу Шпаур и Флафон (1610 – 1683). Те нямат деца.
Вдовицата му Вилхелмина Юлиана се омъжва втори път на 27 септември 1680 г. за Карл Евгний, 2 фюрст де Крой-Милендонк (1651 – 1702).